# Lijst van voetbalinterlands Albanië - Liechtenstein
Deze lijst van voetbalinterlands is een overzicht van alle officiële voetbalwedstrijden tussen de nationale teams van Albanië en Liechtenstein. De landen hebben tot op heden vier keer tegen elkaar gespeeld, te beginnen met een vriendschappelijke wedstrijd in Tirana op 20 augustus 2008. Het laatste duel, eveneens een vriendschappelijke wedstrijd, vond plaats op 3 juni 2024 in Szombathely (Hongarije).

## Wedstrijden
| № | Plaats      | Datum            | Competitie           | Wedstrijd               | Uitslag |
| - | ----------- | ---------------- | -------------------- | ----------------------- | ------- |
| 1 | Tirana      | 20 augustus 2008 | Vriendschappelijk    | Albanië − Liechtenstein | 2 − 0   |
| 2 | Vaduz       | 6 oktober 2016   | WK 2018 kwalificatie | Liechtenstein − Albanië | 0 − 2   |
| 3 | Elbasan     | 2 september 2017 | WK 2018 kwalificatie | Albanië − Liechtenstein | 2 − 0   |
| 4 | Szombathely | 3 juni 2024      | Vriendschappelijk    | Albanië − Liechtenstein | 3 − 0   |

## Samenvatting
| Competitie        | Totaal gespeeld | Winst Albanië | Gelijk | Winst Liechtenstein | Doelsaldo Albanië – Liechtenstein |
| ----------------- | --------------- | ------------- | ------ | ------------------- | --------------------------------- |
| WK-kwalificatie   | 2               | 2             | 0      | 0                   | 4 − 0                             |
| Vriendschappelijk | 2               | 2             | 0      | 0                   | 5 − 0                             |
| Totaal            | 4               | 4             | 0      | 0                   | 9 − 0                             |

Wedstrijden bepaald door strafschoppen worden, in lijn met de FIFA, als een gelijkspel gerekend.

## Details

### Eerste ontmoeting
| Vriendschappelijk (Tirana, Albanië, 20 augustus 2008): |              | |
| Albanië | 2 – 0        | Liechtenstein |
| Jahmir Hyka 1' Edmond Kapllani 18' | goals        | |
| Arie Haan | bondscoach   | Hans-Peter Zaugg |
| Arjan Beqaj Armend Dallku 46' Debatik Curri 66' Ansi Agolli 56' Lorik Cana Altin Lala 46' Klodian Duro Jahmir Hyka Ervin Skela Admir Teli Edmond Kapllani 56' | opstellingen | 46' Peter Jehle Roger Beck Martin Stocklasa 46' Andreas Gerster Franz Burgmeier Marco Ritzberger Ronny Büchel Martin Büchel 63' Christoph Biedermann Fabio D'Elia 73' Raphael Rohrer |
| Elis Bakaj 46' Kristi Vangjeli 46' Andi Lila 56' Hamdi Salihi 56' Ervin Bulku 66'                                                                             | wissels      | 46' Yves Oehri 46' Mathias Christen 63' David Hasler 73' Franz-Josef Vogt |
| Klodian Duro 66' Armend Dallku 88' | gele kaarten | 88' Marco Ritzberger |
| - Debuut van Mathias Christen voor Liechtenstein. |              | |

FSHF · A-internationals · Bondscoaches · Statistieken · Albanees vrouwenelftal · Olympisch elftal · Albanië U21 · Albanië U20 · Albanië U19 · Albanië U18 · Albanië U17 · Albanië U16
1946 – 1949 · 
1950 – 1959 · 
1960 – 1969 · 
1970 – 1979 · 
1980 – 1989 · 
1990 – 1999 · 
2000 – 2009 · 
2010 – 2019 ·
2020 – 2029
EK 2016 · EK 2024
1946 · 
1947 · 
1948 · 
1949 · 
1950 · 
1951 · 
1952 · 
1953 · 
1954 · 1955 · 1956 · 
1957 · 
1958 · 
1959 · 1960 · 1961 · 1962 · 
1963 · 
1964 · 
1965 · 
1966 · 
1967 · 
1968 · 1969 · 
1970 · 
1971 · 
1972 · 
1973 · 
1974 · 1975 · 
1976 · 
1977 · 1978 · 1979 · 
1980 · 
1981 · 
1982 · 
1983 · 
1984 · 
1985 · 
1986 · 
1987 · 
1988 · 
1989 · 
1990 · 
1991 · 
1992 · 
1993 · 
1994 · 
1995 · 
1996 · 
1997 · 
1998 · 
1999 · 
2000 · 
2001 · 
2002 · 
2003 · 
2004 · 
2005 · 
2006 · 
2007 · 
2008 · 
2009 · 
2010 · 
2011 · 
2012 · 
2013 · 
2014 · 
2015 · 
2016 · 
2017 · 
2018 ·
2019 ·
2020 ·
2021 ·
2022 ·
2023 ·
2024
Algerije ·
Andorra ·
Argentinië ·
Armenië ·
Azerbeidzjan ·
Bahrein ·
België ·
Bosnië en Herzegovina ·
Bulgarije ·
Chili ·
China ·
Cuba ·
Cyprus ·
DDR ·
Denemarken ·
Duitsland ·
Engeland ·
Estland ·
Faeröer ·
Finland ·
Frankrijk ·
Georgië ·
Griekenland ·
Hongarije ·
Ierland ·
IJsland ·
Iran ·
Israël · 
Italië ·
Joegoslavië ·
Jordanië ·
Kameroen ·
Kazachstan ·
Kosovo ·
Kroatië ·
Letland ·
Liechtenstein ·
Litouwen ·
Luxemburg ·
Malta ·
Marokko ·
Mexico ·
Moldavië ·
Montenegro ·
Nederland ·
Noord-Ierland ·
Noord-Macedonië ·
Noorwegen ·
Oekraïne ·
Oezbekistan ·
Oostenrijk ·
Polen ·
Portugal ·
Qatar ·
Roemenië ·
Rusland ·
San Marino ·
Saoedi-Arabië ·
Schotland ·
Servië ·
Slovenië ·
Spanje ·
Tsjechië ·
Tsjecho-Slowakije ·
Turkije ·
Vietnam ·
Wales ·
Wit-Rusland ·
Zweden ·
Zwitserland
Frankrijk (2016) · 
Roemenië (2016) · 
Zwitserland (2016)
LFV · A-internationals · Bondscoaches · Statistieken · Liechtensteins vrouwenelftal · Liechtenstein U21 · Liechtenstein U19 · Liechtenstein U18 · Liechtenstein U17 · Liechtenstein U16
1980 – 1989 ·
1990 – 1999 ·
2000 – 2009 ·
2010 – 2019 ·
2020 − 2029
1981 · 
1982 · 
1983 · 
1984 · 
1985 · 
1986 · 
1987 · 
1988 · 
1989 · 
1990 · 
1991 · 
1992 · 
1993 · 
1994 · 
1995 · 
1996 · 
1997 · 
1998 · 
1999 · 
2000 · 
2001 · 
2002 · 
2003 · 
2004 · 
2005 · 
2006 · 
2007 · 
2008 · 
2009 · 
2010 · 
2011 · 
2012 ·
2013 ·
2014 ·
2015 ·
2016 ·
2017 ·
2018 ·
2019 ·
2020 ·
2021 ·
2022 ·
2023 ·
2024
Albanië ·
Andorra ·
Armenië ·
Australië ·
Azerbeidzjan ·
België ·
Bosnië en Herzegovina ·
China ·
Denemarken ·
Duitsland ·
Engeland ·
Estland ·
Faeröer ·
Finland ·
Georgië ·
Gibraltar ·
Griekenland ·
Hongarije ·
Hongkong ·
Ierland ·
IJsland ·
Indonesië ·
Israël ·
Italië · 
Kaapverdië ·
Kroatië ·
Letland ·
Litouwen ·
Luxemburg ·
Malta ·
Moldavië ·
Montenegro ·
Nederland ·
Noord-Ierland ·
Noord-Macedonië ·
Oostenrijk ·
Polen ·
Portugal ·
Qatar ·
Roemenië ·
Rusland ·
San Marino ·
Saoedi-Arabië ·
Schotland ·
Slowakije ·
Spanje ·
Thailand ·
Togo ·
Tsjechië ·
Turkije ·
Verenigde Staten ·
Wales ·
Wit-Rusland ·
Zweden ·
Zwitserland